# Ciani-Sophia Hoeder
Ciani-Sophia Hoeder (née à Berlin) est une journaliste allemande.

## Biographie
Le père de Hoeder est afro-américain. Elle a grandi avec sa mère et sa soeur. 
Hoeder obtenu une licence en journalisme et communication d'entreprise à Berlin et une maîtrise en communication politique à Londres. À partir de 2012, elle commence à écrire pour le journal Die Welt dans la rubrique voyage. Elle travaille pour une agence de relations publiques et une organisation non gouvernementale pendant trois ans,.
En 2019, elle déménage de Berlin à Munich, où elle fonde RosaMag, un magazine en ligne pour les femmes noires en Allemagne dont elle est également la rédactrice en chef. Ce nom fait référence à la militante américaine des droits civiques Rosa Parks. En 2020, ce magazine en ligne est nommé pour l’attribution du Grimme Online Award (de).
Elle considère les cheveux afro comme étant un enjeu politique et milite pour que les critères de beauté soient repensés.
Ciani-Sophia Hoeder est spécialiste de thèmes comme le féminisme intersectionnel, du racisme institutionnel et quotidien, de pop culture et des « millennials ».